# Кор, Доминик
Домини́к Кор (нем. Dominik Kohr; род. 31 января 1994, Трир, Рейнланд-Пфальц) — немецкий футболист, полузащитник клуба «Майнц 05».

## Клубная карьера

### «Байер 04»
Воспитанник леверкузенского «Байера». За основную команду дебютировал 21 апреля 2012 года в матче 32-го тура Бундеслиги против «Хоффенхайма». Всего сыграл 2 матча в сезоне. В сезоне 2012/2013 сыграл 4 матча в чемпионате. В сезоне 2013/2014 сыграл 2 матча в чемпионате.

### «Аугсбург»
С января 2014 года по июнь 2015 года играл за «Аугсбург» на правах аренды. В сезоне 2013/2014 сыграл 8 матчей в чемпионате. В сезоне 2014/2015 сыграл 26 матчей и забил 1 гол в чемпионате. Летом 2015 года «Аугсбург» выкупил права на Кора. В сезоне 2015/2016 сыграл 31 матч в чемпионате. В сезоне 2016/2017 сыграл 26 матчей и забил 2 гола в чемпионате.

### Возвращение в «Байер 04»
Летом 2017 года вернулся в «Байер 04». В сезоне 2017/2018 сыграл 28 матчей и забил 1 гол в чемпионате. В сезоне 2018/19 сыграл 18 матчей в чемпионате.

### «Айнтрахт»
3 июля 2019 года подписал 5-летний контракт с «Айнтрахтом».

### «Майнц 05»
18 января 2021 года до конца сезона был отдан в аренду в «Майнц 05». Его арендное соглашение было продлено ещё на один сезон. В мае 2022 года был подписан клубом на постоянной основе.

## В сборной
В составе молодёжной сборной Германии выиграл Чемпионат Европы 2017. Сыграл на турнире 2 матча.

## Достижения
Германия (до 21)
- Чемпион Европы: 2017.

### Награды
- Обладатель бронзовой медали Фрица Вальтера (до 18 лет) (1): 2012.
- Обладатель бронзовой медали Фрица Вальтера (до 19 лет) (1): 2013.